# Лигін Костянтин Костянтинович
Костянтин Костянтинович Лигин (9 (21 травня) 1854 року, Кременчук, Полтавська губернія - 7 травня 1932 року, Томськ) - російський і радянський архітектор.

## Біографія
Закінчив Академію мистецтв у 1879 році з атестатом 1 ступеня, з 1881 року перебував дійсним членом імператорського Санкт-Петербурзького товариства архітекторів, з 1891 року - член-кореспондентом цього товариства.
З 1895 року і до смерті працював в Томську. Починав архітектором при управлінні Середньо-Сибірської залізниці, з 1898 по 1906 - архітектор «по нових роботах» при управлінні залізниці. Після створення Томського технологічного інституту, викладав в ньому на кафедрі архітектури. Вів малювання і архітектурне проектування. 
З 1924 року - професор.
За проектами Лигіна побудовано багато будівель, в основному в Томську (до теперішнього часу з більш ніж двадцяти будівель збереглося тринадцять). 
Проектував будівлі також в інших містах Російської імперії - Санкт-Петербурзі, Ризі, Нижньому Новгороді, Самарі, Казані, Сизрані, Телаві, Красноярську, Тайге, Петропавловську, Новоніколаєвську, Бійську. 
Для облицювання багатьох будівель Лигін застосовував жовтий Пісковик. Першим в Томську став будувати цегляні будинки без штукатурки. 
Останнім об'єктом, збудованим за проектом архітектора, став Кам'яний міст через Ушайку, побудований в 1916 році.
За радянських часів Лигін займався переважно викладацькою роботою.
Похований на Преображенському (нині знищеному) кладовищі Томська. Могила не збереглася.

## Збережені роботи в Томську
- Будинок фірми «Штоль і Шмідт» (Центральна аптека)
- Громадські збори (Будинок офіцерів)
- Особняк купця Г. Ф. Флєєр (Палац одружень)
- Будівля торгового дому «Є. Н. Кухтерін і сини» (мерія Томська)
- Будинок купчихи Орлової (Художній музей)
- Окружний суд (Обласний суд) [1]
- Червоний корпус Томського державного університету архітектури та будівництва
- Будинок купця І. І. Смирнова (НДІ курортології і фізіотерапії)
- Магазин Гадалова ( «Верхній гастроном»)
- Магазин Голованова ( «Нижній гастроном»)
- Дерев'яний будинок на вул. Товариський, 66
- Єпархіальне жіноче училище ( Томський військово-медичний інститут )
- Пироговське училище (педагогічний коледж)
- Церква в ім'я Первоверховних апостолів Петра і Павла (клуб сірникової фабрики «Сибір» )
- Кам'яний міст через Ушайку

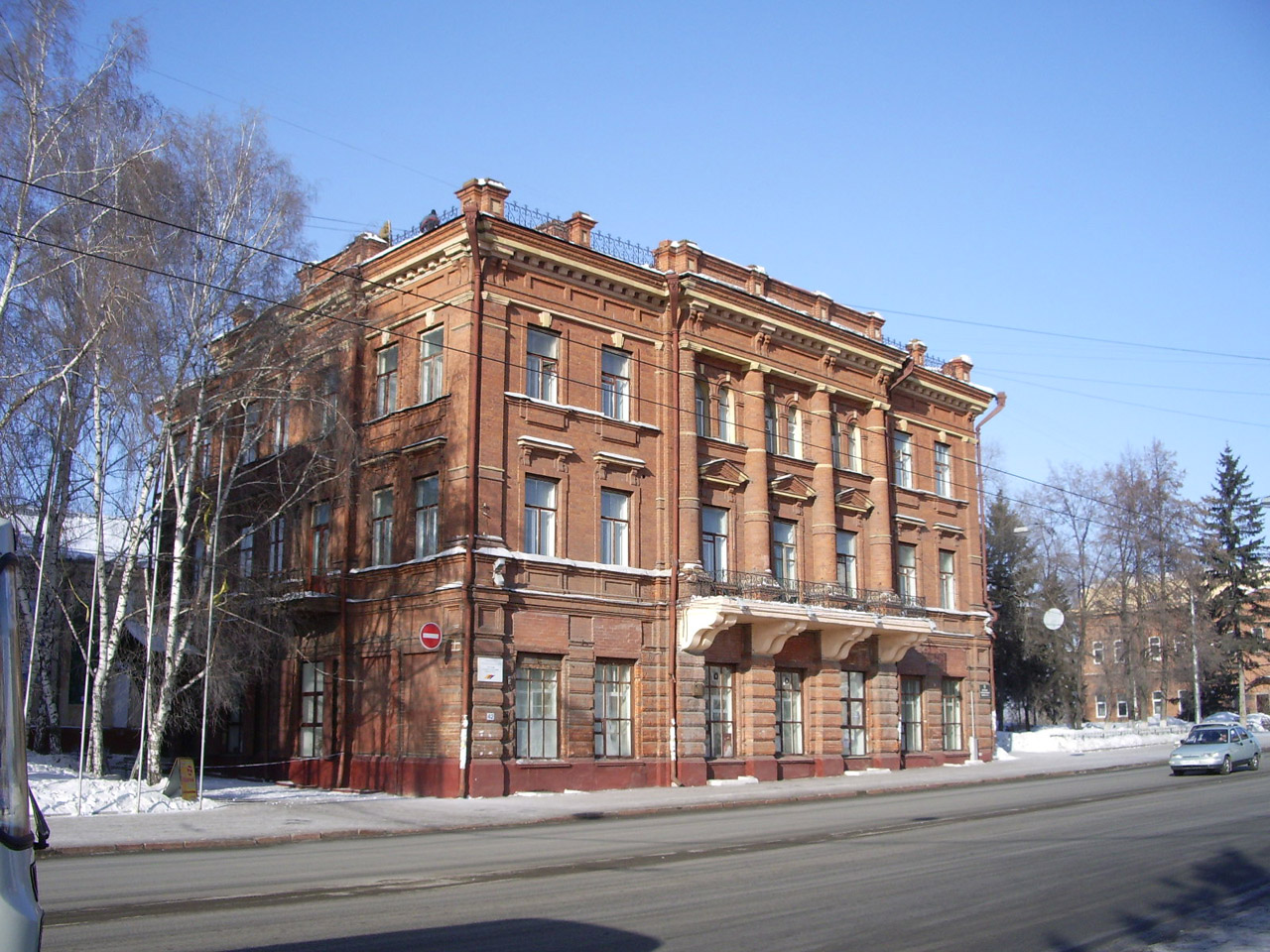
Музична і художня школи
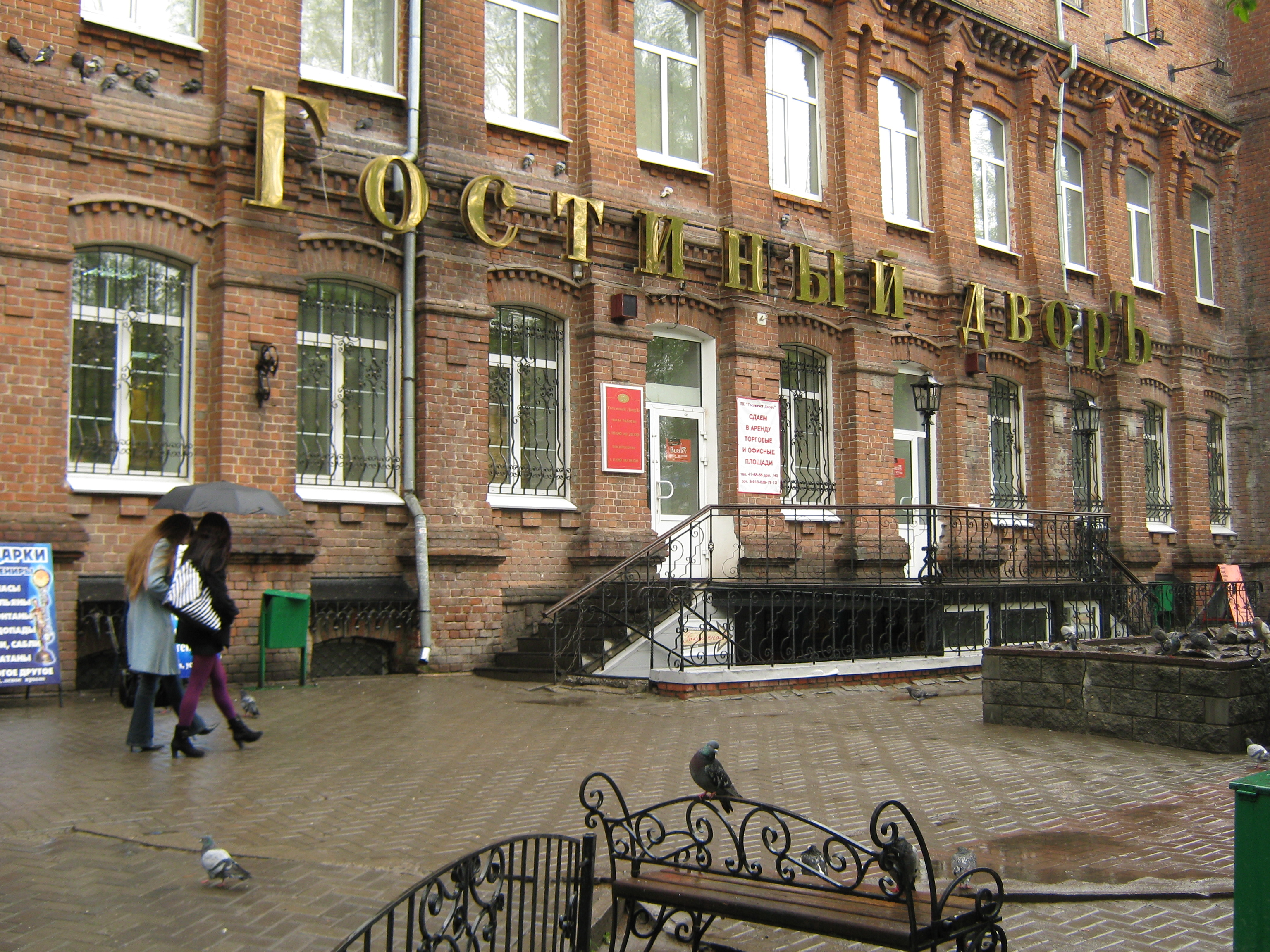
винна монополія
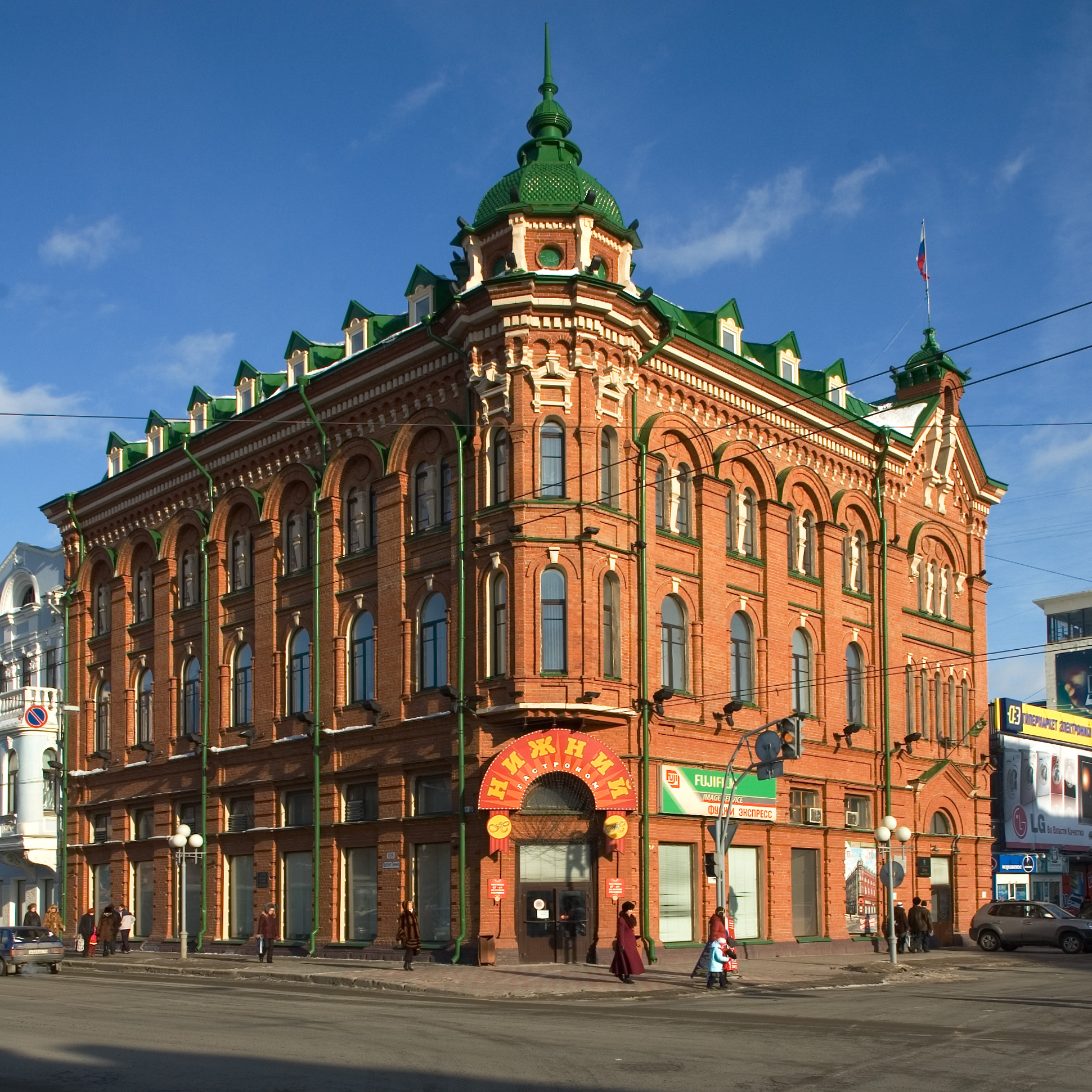
магазин Гадалова
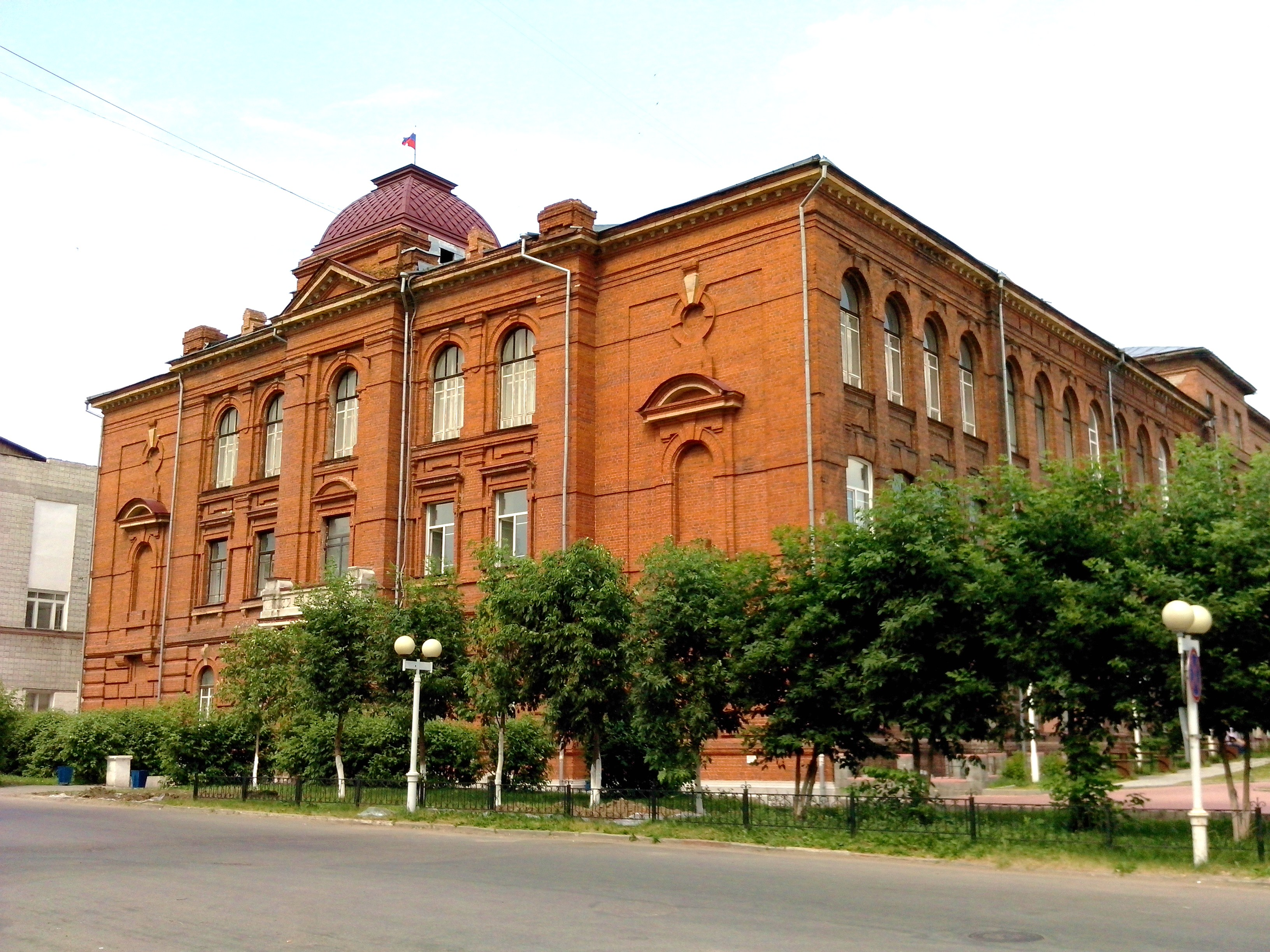
Будівля комерційного училища (1904 рік), нині 2-й ( «Червоний») навчальний корпус ТДУАБу
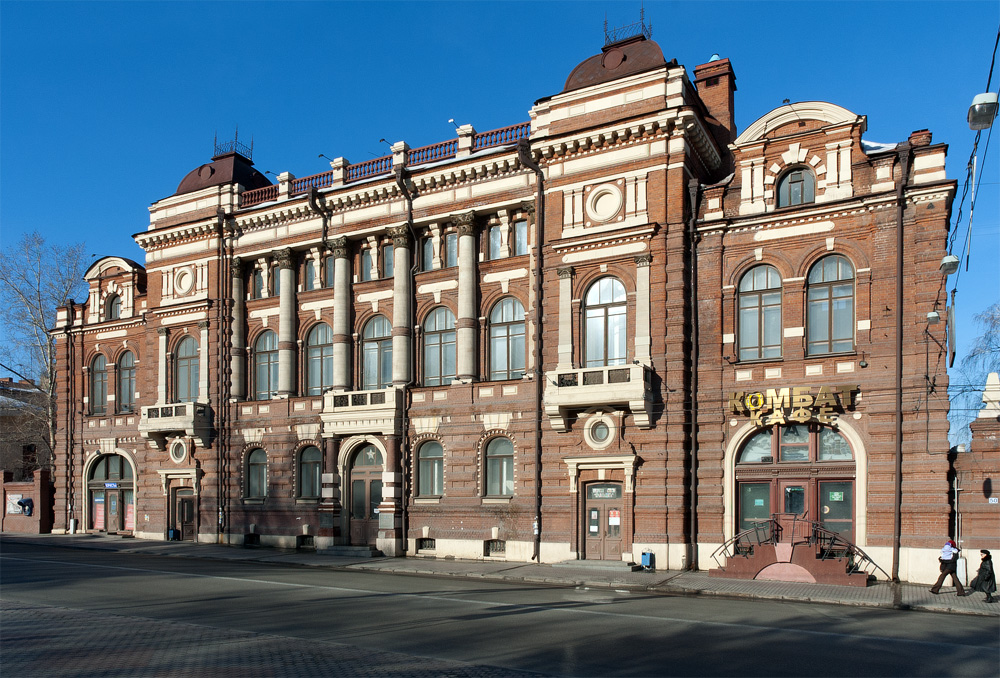
Томський будинок офіцерів
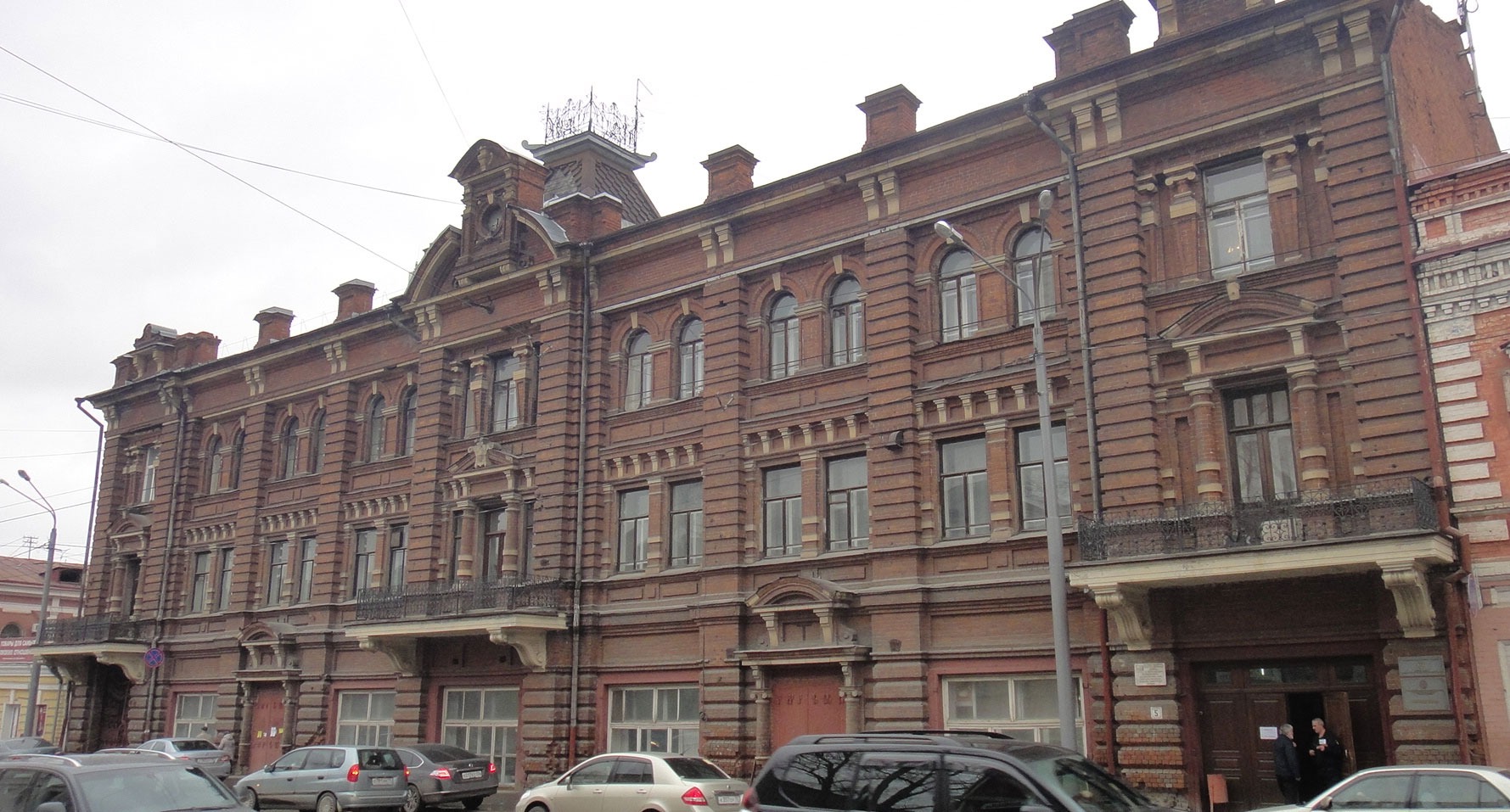
Будинок І. І. Смирнова, вул. Люксембург, 5
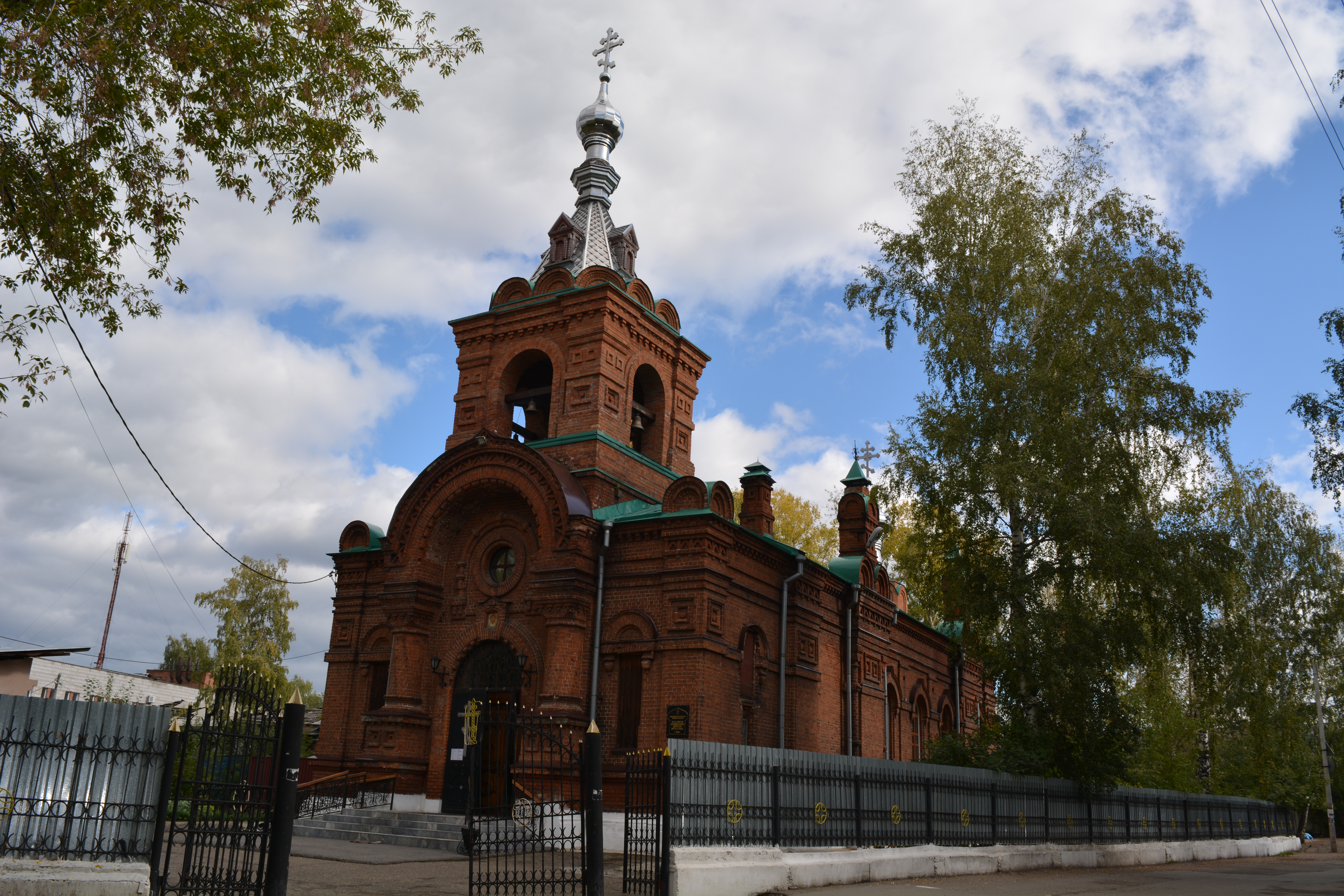
Петропавлівська церква («Спічфабріка»)
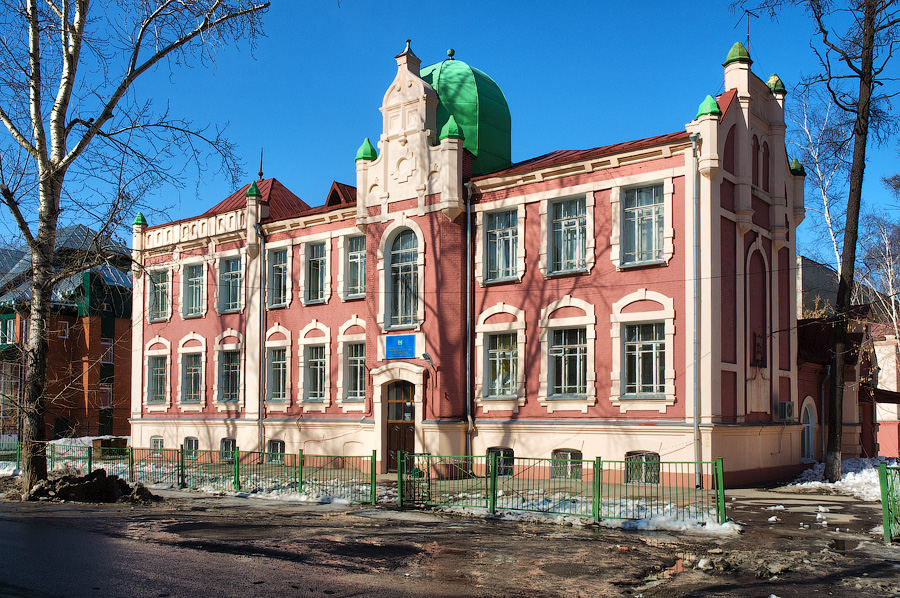
школа
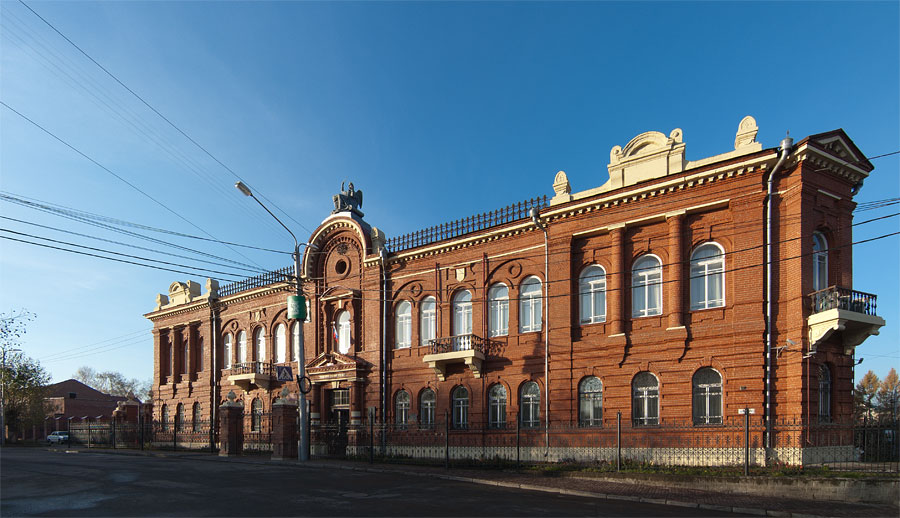
Окружний суд

## Збережені роботи в інших місцях
- Колишній будинок купця Н. І. Ассанова у Бійську, побудований в 1914 році. У будівлі розташований Бійський краєзнавчий музей, сучасна адреса - вулиця Леніна, 134.
- Собор Олександра Невського, побудований у 1895 році в місті Новоніколаєвську (нині Новосибірську)
- вокзал у Красноярську (кін. 1890-х років)
- вокзал («Старий») у Барнаулі (1914-1915) [2]
- Храм Андрія Критського у Тайзі [3]
- Будівля вокзалу у Тайзі
- Магазин Магазова у Тайзі

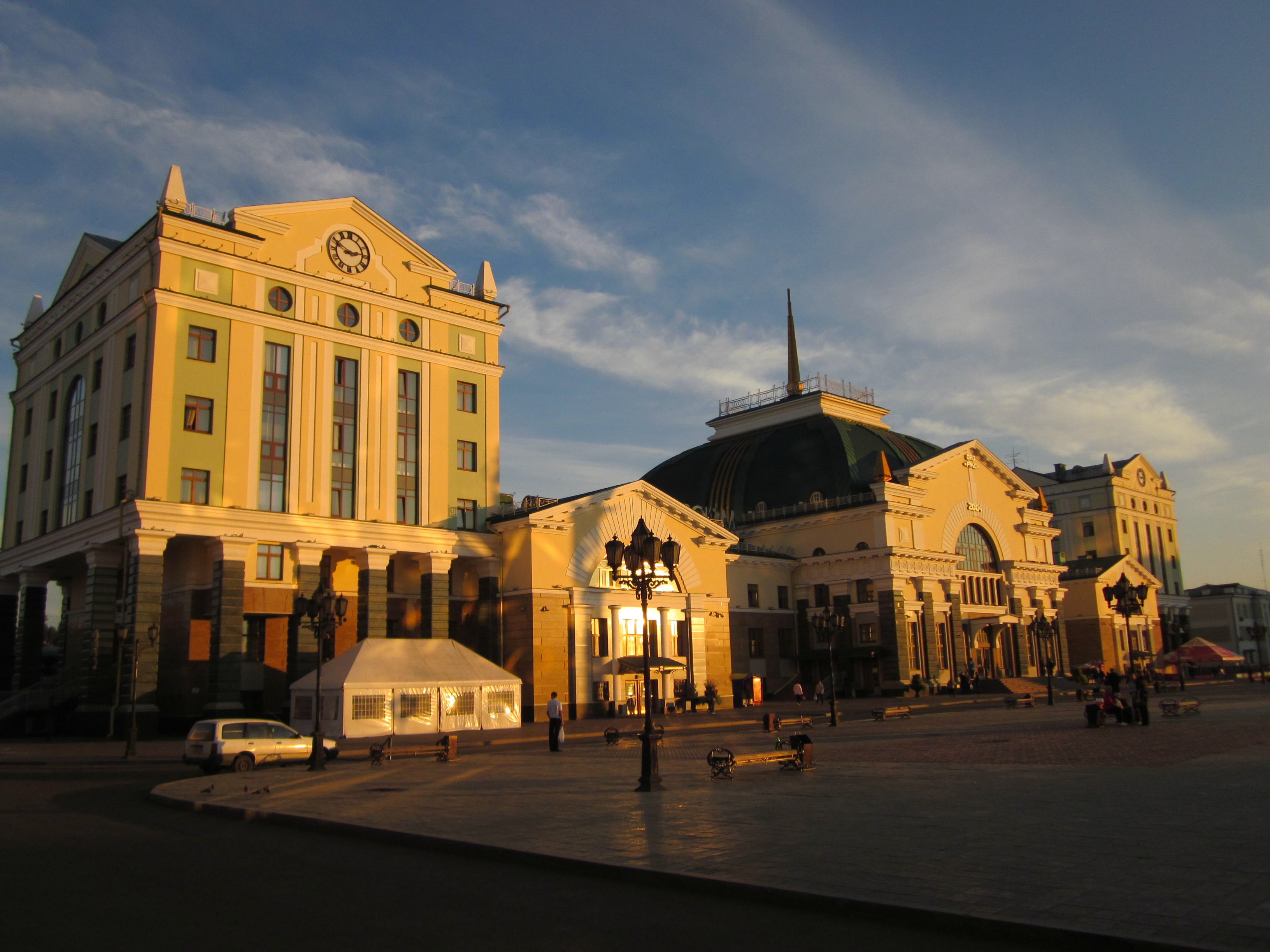
Залізничний вокзал у Красноярську
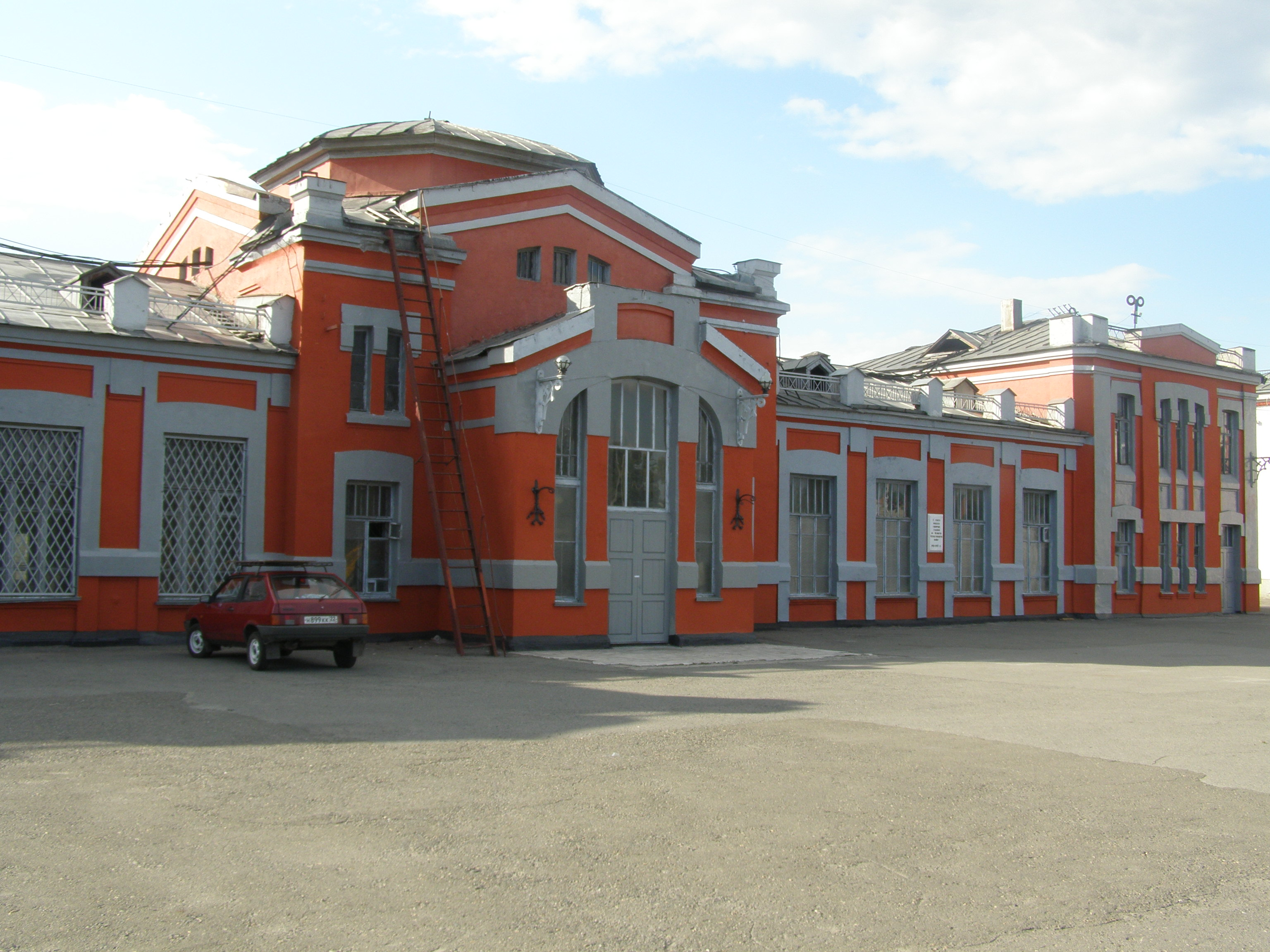
Залізничний вокзал у Барнаулі
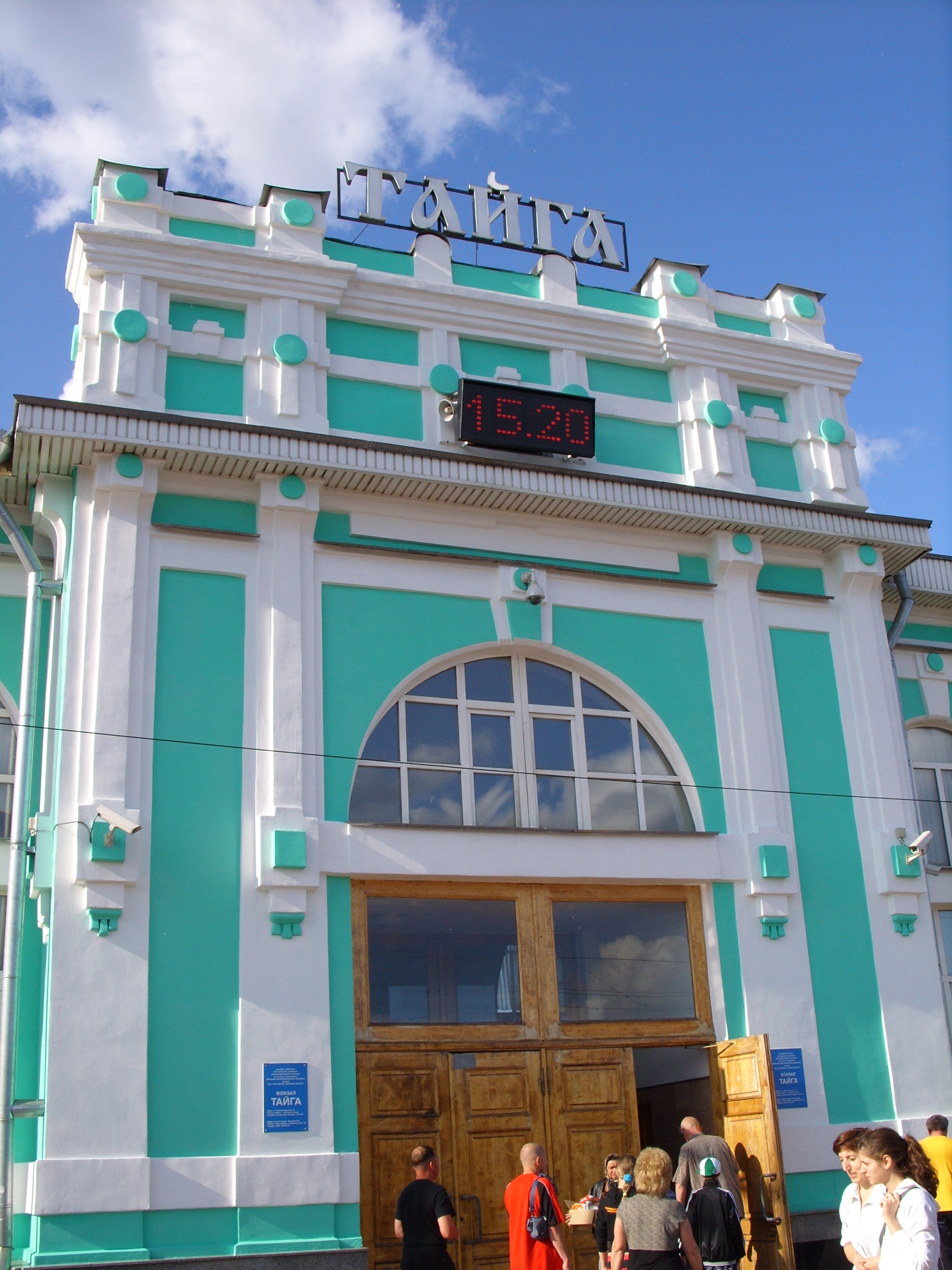
Вокзал у Тайзі
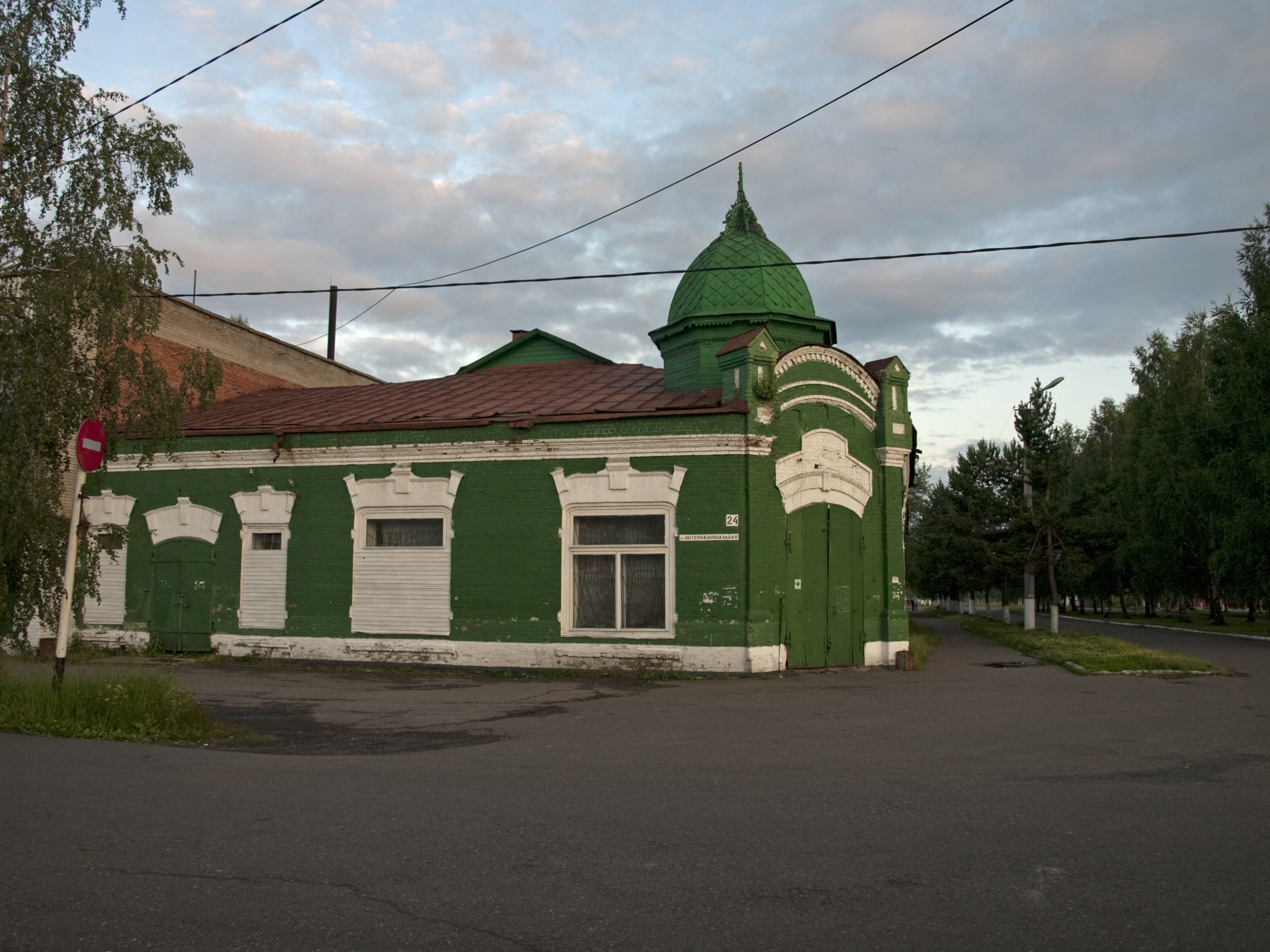
Магазин у Тайзі

## Втрачені роботи
- Вокзал станції Богашево (Томська залізнична гілка).